# Petri Sulonen
Petri Sulonen (Pori, 20 juni 1963 – aldaar, 22 mei 2024) was een profvoetballer uit Finland, die speelde als verdediger gedurende zijn loopbaan.

## Clubcarrière
Hij beëindigde zijn actieve carrière in 2000 bij de Finse club FC Jazz Pori. Hij begon zijn profloopbaan in 1984 bij PPT Pori. Sulonen speelde het grootste deel van zijn carrière voor TPS Turku.

## Interlandcarrière
Sulonen speelde in totaal tien interlands voor de Finse nationale ploeg in de periode 1986-1992. Onder leiding van bondscoach Jukka Vakkila maakte hij zijn debuut op 5 augustus 1986 in het oefenduel tegen Zweden (1-3) in Iisalmi, net als onder anderen Petter Setälä, Jari Rinne en Erik Holmgren.
Sulonen overleed op 22 mei 2024 op 60-jarige leeftijd aan een langdurige ziekte.

## Erelijst
TPS Turku
- Suomen Cup

1994